# José Manuel Barata Feyo
José Manuel Barata Feio Gaspar, mais conhecido como José Manuel Barata-Feyo (Soalheira, Fundão, 1947) é um jornalista português com um vasto currículo no jornalismo português, nomeadamente na RTP e na Grande Reportagem, da qual foi um dos fundadores.
Nascido na Soalheira, sobrinho-neto de Francisco Rolão Preto, fez o liceu em Castelo Branco, e exilou-se depois em França, onde se licenciou em Filosofia na Universidade Paris Nanterre. Posteriormente estagiou em vários jornais franceses, até chegar a assistente do director do New York Times News Service para a Europa, África e Médio Oriente, e da directoria das emissões de língua estrangeira da Radio France International.
O "salto" para a televisão aconteceu como correspondente da RTP2 em França; posteriormente foi Director de Informação da RTP2.
Na RTP1 foi Chefe do Gabinete de Projectos Especiais e Chefe de Redacção dos programas "Grande Reportagem", "Portugal Sem Fim" e "Sinais do Tempo", e, de 1995 a 1998, Director de Actualidades da RTP1 e RTP2, tendo lançado os programas "Enviado Especial", "Bombordo", "Rumo à Lua", "9.º Oeste" e "O Lugar da História".
Paralelamente desenvolveu uma actividade na imprensa escrita, da qual se destaca a fundação da revista Grande Reportagem, publicação dos anos 80,de que foi o primeiro director.

## Prémios
- Prémio Frantz Fanon da URTNA
- Vários prémios nacionais de Televisão e Imprensa.

## Livros
- Jita - a guerra dos Robinsons (Amigos do Livro) 1985
- RTP: O Fim Anunciado (Oficina do Livro) 2002
- Grande Reportagem (Oficina do LIvro) 2006
- O Grande Embuste (Clube do Autor) 2012
- A Última Missão (Clube do Autor) 2015
- A Sombra dos Heróis (Clube do Autor) 2019
- Os Soldados Fantasma (Clube do Autor) 2023